# Pszczelnik (Stargard)
Pszczelnik przedmieście Stargardu, położone w zachodniej części miasta, przy drodze krajowej nr 10. Znajduje się tu Rejon Najwyższych Napięć Stargard Zachód, Centrum Handlowe Tesco, Pomnik 15. Południk, Stargardzki Park Przemysłowy.
W pobliżu pole drumlinowe.